# 지니너스
지니너스(Geninus)는 싱글셀 유전자분석 전문의 대한민국의 기업이다.

## 연혁
2018년 박웅양 대표이사(당시 연구소장)가 삼성서울병원 삼성유전체연구소를 Spin-off하여 ㈜지니너스를 설립하였고 기술성장특례로 2021년 11월 코스닥 시장에 상장했다

## 같이 보기
- 컴퍼니케이
- KB인베스트먼트
- 우리벤처파트너스
- 한국투자파트너스
- IMM인베스트먼트
- 삼성생명공익재단
- 성균관대학교

## 참고문헌
1. ↑  지니너스 자회사, 日 NCCHE와 정밀의료 유전체 정보 분석 MOU, 히트 뉴스, 2023.10.17
2. ↑  지니너스 GXD, 日NCCHE와 ‘정밀의료 유전체분석’ MOU, 바이오 관중, 2023-10-17
3. ↑  한국IR협의회 기업분석 지니너스 2022년12월15일
4. ↑  지니너스, 매출 100억 넘고 점프…"신약플랫폼 기술이전 나설 것", 오늘의 돈, 2023-06-08